# Civilization Fund Act
Le Civilization Fund Act est une loi votée par le Congrès des États-Unis le 3 mars 1819 pour encourager les sociétés de bienfaisance à éduquer les peuples autochtones des États-Unis ; la loi prévoit un budget pour stimuler ce processus de « civilisation ». À l'origine, la loi devait financer les écoles dans les villages et secteurs où vivaient les Autochtones, écoles fondées par les missions religieuses (protestantes et catholiques). De 1891 jusqu'au début du XXe siècle, le gouvernement s'est appuyé sur le Civilization Fund Act pour ouvrir de nombreux pensionnats pour Autochtones aux États-Unis. Dans la pratique, les « sociétés de bienfaisance » étaient un mélange de missions chrétiennes et d'organisations fédérales.
Les fonds publics servaient à financer les écoles conçues pour enseigner aux Autochtones la langue anglaise ainsi que les habitudes anglo-américaines. L'objectif était de « civiliser » les Autochtones en leur enseignant la lecture et l'écriture dans les écoles. Progressivement, l'enseignement s'est davantage orienté vers l'abandon forcé des religions, cultures et langues d'origine.
En 1824 est créé le Bureau des affaires indiennes (BAI), placée sous l'autorité du Département de la Guerre. Le BAI devait administrer les fonds alloués par l'État pour les écoles.

### Documentation
- Ellinghaus, Katherine. Taking Assimilation to Heart: Marriages of White Women and Indigenous Men in the United States and Australia, 1887-1937  (ISBN 0-8032-1829-X), 9780803218291, 2006.
- Hale, Lorraine. Native American Education: A Reference Handbook,  (ISBN 1-57607-363-7),  (ISBN 978-1-57607-363-6), 2002.